# 村上嘉章
村上 嘉章（むらかみ よしあき）は毎日放送制作スポーツ局業務推進部長、テレビプロデューサー。

## 来歴・人物
広島大学卒業後の1993年に毎日放送へ入社。人事部、テレビ編成部、経理部、オーサカキングプロデューサーを歴任。
テレビ制作畑が長く、数々の全国ネット・関西ローカル番組のプロデューサーを務める。
2018年よりコンプライアンス室広報部次長となり、MBSメディアホールディングスと毎日放送の新体制および組織変更に伴い2021年4月1日付コンプライアンス局広報部次長となり、2022年3月時点で現職。

## 手がけた番組
- チュー'sDAYコミックス 侍チュート!（全国ネット・AP→プロデューサー）
- サタデープラス(全国ネット・プロデューサー)
- 水野真紀の魔法のレストラン(関西ローカル・AP→プロデューサー)
- 遺品整理人 谷崎藍子（月曜ゴールデンTBSと共同制作全国ネット・プロデューサー）
- 奇跡のホスピス〜人生の"わすれもの"ってなんですか?〜（全国ネット・企画およびプロデュース）
- みなと署落とし物係 秘密捜査官 危険な二人(月曜名作劇場TBSと共同制作全国ネット・プロデューサー）
- 音舞台(全国ネット・プロデューサー、2021年度の西本願寺より担当)  など